# Bueno Brandão
Bueno Brandão là một đô thị thuộc bang Minas Gerais, Brasil. Đô thị này có diện tích 355,233 km², dân số năm 2007 là 10864 người, mật độ 31,1 người/km².